# انتونیو جوانتگویی
انتونیو جوانتگویی (انگلیسی: Antonio Juantegui; ۴ آوریل ۱۸۹۸ – ۱۳ مهٔ ۱۹۶۶) بازیکن فوتبال اهل اسپانیا بود.
از باشگاه‌هایی که در آن بازی کرده‌است می‌توان به باشگاه فوتبال اسپانیول و باشگاه فوتبال رئال سوسیداد اشاره کرد.
وی همچنین در تیم ملی فوتبال اسپانیا بازی کرده‌است.